# Movistar Open 2004
Il Movistar Open 2004 è stato un torneo di tennis giocato sulla terra rossa.
È stata l'11ª edizione del Movistar Open, che fa parte della categoria International Series nell'ambito dell'ATP Tour 2004.
Si è giocato al Centro de Tenis Las Salinas di Viña del Mar in Cile,dal 9 al 16 febbraio 2004.

## Campioni

### Singolare
Fernando González ha battuto in finale  Gustavo Kuerten con il punteggio di 7–5, 6–4

### Doppio
Juan Ignacio Chela /  Gastón Gaudio hanno battuto in finale  Nicolás Lapentti /  Martín Rodríguez con il punteggio di 6–3, 6–4